# Kronen en stifttanden-arrest

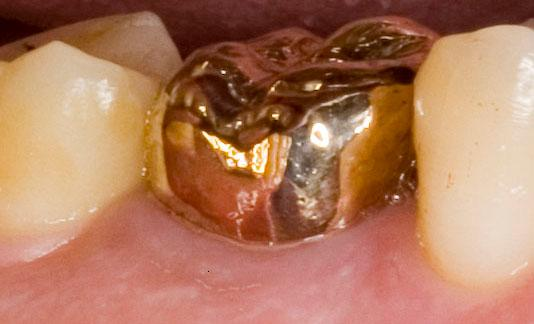
Een gouden kroon tussen twee gewone kiezen.

Het arrest Kronen en stifttanden (HR 25 juni 1946, NJ 1946/503) is een arrest van de Nederlandse Hoge Raad dat betrekking heeft op diefstal van gouden kronen en stifttanden uit een lijk.

## Casus
Een lijkknecht werd aangeklaagd wegens diefstal van gouden kronen en stifttanden uit een lijk. 

## Rechtsvraag
Kunnen de gouden kronen en stiften in een stoffelijk overschot worden gezien als "een goed dat aan een ander toebehoort" volgens artikel 310 Sr? (Ja.)

## Procesgang
De lijkknecht stelde, dat de gouden kronen en stifttanden die hij van lijken haalde een res nullius waren, dat wil zeggen aan niemand toebehoorden. De man is door de feitenrechter veroordeeld wegens diefstal. Daarin gaat de lijkknecht in cassatieberoep 

### Hoge Raad
Het cassatieberoep is verworpen. 
De Hoge Raad heeft geoordeeld, dat de erven of nabestaanden van een overledene een zodanige zeggenschap over het lijk van hun overleden familielid hebben — zij het beperkt door wat de wet gebiedt en door wat voortvloeit uit godsdienstige en zedelijke opvattingen, alsmede door wat door de overledene zelf met inachtneming van een en ander is bepaald — dat van een toebehoren in de zin van art. 310 Sr kan worden gesproken.

## Tot besluit
- Het begrip toebehoren in art. 310 Sr is niet gelijk te stellen met civielrechtelijke eigendom; deze term heeft in het strafrecht een autonome betekenis.
- Dit arrest wordt ook wel geciteerd in verband met orgaan- en weefseltransplantatie.